# Hodango (Ndoukoula)
Pour les articles homonymes, voir Hodango.
Hodango est une localité du Cameroun située dans l'arrondissement de Ndoukoula, le département du Diamaré et la région de l’Extrême-Nord. Elle fait partie du canton de Gawel.

## Population
En 1975, la localité comptait 79 habitants, dont 47 Peuls et 32 Guiziga.
Lors du recensement de 2005, on y a dénombré 415 personnes.